# Anthony DeFino
Anthony M. DeFino (* 1936; † 5. Dezember 1996 in North Bergen, New Jersey) war von 1971 bis 1995 der Bürgermeister von West New York im US-Bundesstaat New Jersey.
Nach einem Studium an der Seton Hall University School of Law arbeitete DeFino als Staatsanwalt (County Prosecutor) des Hudson Countys. 1971 wurde der amtierende West New Yorker Bürgermeister John Armellino wegen Korruption verurteilt, bei den anschließenden Wahlen ging DeFino als Sieger hervor.
Laut seinem Mitarbeiter und späteren Bürgermeister Silverio Vega war DeFino nicht nur wegen seiner Statur (über 250 kg Gewicht bei einer Größe von 183 cm) eine beeindruckende Persönlichkeit. Als Bürgermeister sorgte er für die Verbesserung der städtischen Schulen, ließ das Rathaus erweitern und ein öffentliches Schwimmbad errichten. In den späten 1980er-Jahren war der aufgrund des Clean Water Act notwendige kostspielige Ausbau der Abwasserbeseitigung die vordringliche Aufgabe der Stadtregierung.
1993 musste sich DeFino einem von Albio Sires eingeleiteten Abberufungsverfahren stellen. In einer etwas konfusen Wahl stimmte zwar eine deutliche Mehrheit der Wähler für DeFinos Abberufung, aber gleichzeitig wählten die Bürger erneut ihn und nicht den Herausforderer Sires zum neuen Bürgermeister. DeFino blieb bis zu den Wahlen 1995, zu denen er nicht mehr antrat, im Amt.
Während DeFinos Amtszeit zogen viele hispanische Einwanderer nach West New York, beim Zensus 1990 stellten sie schon die deutliche Mehrheit mit über 60 %. Der Italoamerikaner DeFino stellte sich dieser Veränderung, indem er Hispanics wie den gebürtigen Kubaner Silverio Vega in die Stadtregierung aufnahm.
Antony DeFino starb Ende 1996 im Alter von 60 Jahren im Palisades General Hospital. 2009 wurde er in die New Jersey State League of Municipalities Elected Officials Hall of Fame aufgenommen.